# Inscrições rupestres de Usgalimal
As inscrições rupestres de Usgalimal ou petróglifos de Usgalimal (em concani: ऊसगाळीमळावयली फातरशिल्पां), situados junto à aldeia de Usgalimal, no sul de Goa. constituem um dos sítios arqueológicos pré-históricos da Índia Oriental.

## Localização e descrição
As inscrições encontram-se nas margens do rio Kushavati, perto de antigas minas de ferro abandonadas perto da aldeia de Usgalimal e são acessíveis por um caminho pedonal sinuoso. Estão a cerca de um quilómetro da estrada principal entre Rivona e Neturlim, cerca de 16 km a sul de Rivona.
Há possibilidade desses vestígios serem os mais antigos de assentamentos humanos na Índia, tendo entre sido realizados entre 20 a 30 mil anos, herdados do período Paleolítico Superior ou Mesolítico. Há mais de 100 figuras diferentes, espalhadas por uma área de 500 m², que incluem imagens de touros, labirintos e figuras humanas esculpidas em laterita.
O sítio foi descoberto por arqueólogos que trabalhavam na área em 1993, quando aldeões locais os levaram a uma curva no rio Kushavati fora da aldeia onde havia misteriosas inscrições numa plataforma de laterita. A camada de lama que cobria as inscrições tinha sido arrastada pelas inundações da monção, facilitando a descoberta. Subsequentemente, quando o solo foi limpo, foram encontradas mais inscrições. Nos anos seguintes, o Serviço Arqueológico da Índia sinalizou o local e começou a promovê-lo como destino turístico, ao mesmo tempo que o Departamento de Florestas o declarou uma área protegida. Alguns dos achados arqueológicos estão em exposição no  Museu Arqueológico de Pangim.